# Boguszów-Gorce
Boguszów-Gorce é um município da Polônia, na voivodia da Baixa Silésia e no condado de Wałbrzych. Estende-se por uma área de 27,02 km², com 15 640 habitantes, segundo os censos de 2017, com uma densidade de 578,8 hab/km².